# César Talma
César Antonio Talma Díaz (n. Frutillar, X Región de los Lagos, Chile, 28 de octubre de 1980) es un exfutbolista chileno. Jugaba como Defensa.
Actualmente está en el fútbol amateur.  

## Trayectoria
Inició su carrera en las divisiones inferiores de Provincial Osorno de la ciudad de Osorno donde llegó a debutar en el primer equipo de manera oficial el año 1999 en Primera B, logrando el ascenso ese año. Tras jugar en Primera el 2000, ese mismo año osorno desciende, para luego seguir jugando en Primera B, consiguiendo como máximo logró ganar la Liguilla Pre-Sudamericana  participando en la Copa Sudamericana 2003 donde su equipo quedó eliminado en primera ronda en un polémico partido.
En el 2005 nuevamente jugó en Primera División, pero esta vez jugando por Palestino donde solo permanece un año para luego fichar por Deportes Puerto Montt club en el que tuvo irregulares campañas donde luego de perder la Liguilla De Promoción le tocó vivir un nuevo descenso a la Primera B donde permanecería jugando un año más en esa categoría. 
A fines del 2008 ficha por el club recién ascendido a la Primera División de Chile, Municipal Iquique, donde nuevamente le tocó vivir un descenso a final de año pero pese a esto logró conseguir el subcampeonato de la Copa Chile 2009 perdiendo la final ante Unión San Felipe.
Tras un nuevo descenso para finales de temporada vuelve a fichar por un club recién ascendido, esta vez ficha por el Santiago Wanderers de la ciudad de Valparaíso donde estuvo durante todo 2010.
Retorna en 2011 a Deportes Puerto Montt donde es designado capitán del equipo en 2012, año en que sufre el descenso del equipo a la tercera categoría del fútbol chileno. Tras jugar hasta el Torneo Transición 2013, no le renuevan el contrato por un tema de edad, retirándose del futbol profesional debiendo dedicarse sólo a dirigir escuelas de fútbol y jugar al fútbol en forma amateur.

## Clubes
| Club                  | País  | Año         |
| --------------------- | ----- | ----------- |
| Provincial Osorno     | Chile | 1999 - 2004 |
| Palestino             | Chile | 2005        |
| Deportes Puerto Montt | Chile | 2006 - 2008 |
| Municipal Iquique     | Chile | 2009        |
| Santiago Wanderers    | Chile | 2010        |
| Deportes Puerto Montt | Chile | 2011 - 2013 |

## Palmarés

### Otros torneos nacionales
| Título                    | Club              | País  | Año  |
| ------------------------- | ----------------- | ----- | ---- |
| Liguilla Pre-Sudamericana | Provincial Osorno | Chile | 2003 |